# Acronyches fenestratulus
Acronyches fenestratulus är en tvåvingeart som beskrevs av Hermann 1921. Acronyches fenestratulus ingår i släktet Acronyches och familjen rovflugor.
Artens utbredningsområde är Paraguay. Inga underarter finns listade i Catalogue of Life.